# جالیونه
جالیونه (به ایتالیایی: Giaglione) یک کومونه در ایتالیا است که در استان تورین واقع شده‌است.

## خصوصیات
جالیونه ۳۳٫۶ کیلومترمربع مساحت و ۶۵۳ نفر جمعیت دارد و ۷۷۴ متر بالاتر از سطح دریا واقع شده‌است.

## خواهرخوانده
شهر Bramans خواهرخواندهٔ جالیونه هست.